# باكو خينتو
فرنشيسكو «باكو» خينتو لوبيز (بالإسبانية: Francisco Gento López)‏ (21 أكتوبر 1933 – 18 يناير 2022) هو لاعب ومدرب كرة قدم إسباني سابق، كان يلعب كجناح أيسر. أُختير من قبل IFFHS (الاتحاد الدولي لتاريخ وإحصاءات كرة القدم) كأعظم لاعب كرة قدم إسباني، وحصل على المركز 30 كأعظم لاعب كرة قدم في العالم في القرن العشرين.
بدأ خينتو مسيرته في راسينغ سانتاندير في عام 1952 وانتقل إلى ريال مدريد في الموسم التالي. كما شارك في 8 نهائيات دوري أبطال أوروبا «كأس أبطال أوروبا باسمها القديم» فاز بـ 6 منها، وحقق الدوري الإسباني 12 مرة. مثّل خينتو منتخب بلاده إسبانيا في 43 مباراة دولية، لعب خلالها كأسي عالم 1962 و1966.
بعد وفاة ألفريدو دي ستيفانو، تم تعيين خينتو رئيسًا فخريًا لريال مدريد. يُخلّد اسم خينتو كاللاعب الوحيد في تاريخ كرة القدم الذي فاز بـ 6 كؤوس دوري أبطال أوروبا.

## مسيرته
ظهر لأول مرة في الدوري الإسباني مع نادي راسينغ سانتاندير لموسم واحد 1952-1953 وفي السنة التي تليها انتقل لنادي ريال مدريد، ليُصبح أحد أعظم لاعبي وأحد أساطير النادي، وقد ارتدى القميص رقم 11.
لعب خينتو في مركز جناح أيسر، لم يكن يمتاز بسرعته الخارقة فحسب حيث أنه يستطيع قطع مسافة 100 متر في 11 ثانية بل وكذلك مهاراته العالية وقدرته على التسجيل من منتصف الملعب. يُعتبر خينتو من أعظم اللاعبين الإسبان على الإطلاق.
حصل خينتو برفقة مدريد على 6 بطولات دوري أبطال أوروبا وهو رقم قياسي لم يصله أي لاعب حتى وقتنا هذا مُسجلًا 30 هدفًا في 89 مباراة في البطولة المذكورة آنفًا. كما لعب لصالح منتخبه بلاده إسبانيا ما بين عامي 1955 حتى 1969، مُسجلًا 5 أهداف في 43 لقاء.
يتشارك خينتو مع لاعب ميلان باولو مالديني من حيث لعب نهائيات دوري أبطال أوروبا بواقع 8 نهائيات (9 نهائيات لخينتو فيما إذا حُسب نهائي كأس الكؤوس الأوروبية سنة 1971 والتي خسرها مدريد ضد تشيلسي 1-2)، حيث فاز خينتو بـ 6 وخسر 2 منها، في حين انتصر مالديني في 5 وخسر 3 نهائيات، يأتي بعدهما اللاعب الأسطوري ألفريدو دي ستيفانو بواقع 7 نهائيات فاز بـ 5 منها وخسر 2 .
اعتزل خينتو كرة القدم سنة 1971 بعد 18 سنة في خدمة ريال مدريد وانتقل بعدها لمهنة التدريب حيث درّب أندية الدوريات الدُنيا مثل ريال مدريد كاستيا، كاستيون، بالنثيا ونادي غرناطة. وفي نهاية المطاف قَبِل بمنصبه في ريال مدريد كسفير للنادي في أوروبا.
لدى خينتو أخوين يصغرانه وهما جوليو (ولد سنة 1939) وأنطونيو (ولد سنة 1940) كانا لاعبين كذلك ولكنها لم يشتهرا كشقيقهما الأكبر .

## الإنجازات
ريال مدريد
- الدوري الإسباني (12): 1953–54، 1954–55، 1956–57، 1957–58، 1960–61، 1961–62، 1962–63، 1963–64، 1964–65، 1966–67، 1967–68، 1968–69
- كأس ملك إسبانيا (2): 1961–62، 1969–70
- دوري أبطال أوروبا (6): 1955–56، 1956–57، 1957–58، 1958–59، 1959–60، 1965–66
- كأس الإنتركونتيننتال (1): 1960
- كأس العالم المصغرة للأندية (1): 1956
- كأس لاتينا (2): 1955، 1957

فردية
- تشكيلة العام لمجلة ورلد سوكر: 1960، 1961، 1962[10]
- جائزة القدم الذهبية: 2004[11]
- مجلة ورلد سوكر: أعظم 100 لاعب في تاريخ كرة القدم.
- أسطورة من أساطير الاتحاد الدولي لتاريخ وإحصاءات كرة القدم[12]

أرقام
- أكثر من حقق الدوري الإسباني: 12 مرة.
- أكثر من حقق دوري أبطال أوروبا: 6 مرات.[13]
- أكثر من وصل لنهائي دوري أبطال أوروبا: 8 مرات (بالتساوي مع باولو مالديني)[14]
- حقق 23 بطولة مع ريال مدريد

## حياته الشخصية ووفاته
لدى خينتو شقيقان أصغر منه وهم خوليو (1939–2016) وأنتونيو (1940–2020)، وكانا لاعبان كرة قدم، وأنتونيو لاعب لريال مدريد أيضًا، لكن لم يكونوا بنفس نجاح شقيقهم الأكبر خينتو.
وأيضًا أبناء أخيه رياضيين، وهم خوسيه لويس يورينتي وتوينين يورينتي كلاهما لاعبين لكرة السلة، في حين أن باكو يورينتي وخوليو يورينتي لاعبين لكرة القدم. وحفيده ماركوس يورينتي لاعبًا لكرة القدم ويلعب في صفوف نادي أتلتيكو مدريد، ولعب سابقًا مع ريال مدريد.
تُوفي خينتو في 18 يناير 2022 عن عمر يناهز 88 عامًا. وأصدر ريال مدريد بيان رسمي ينعي فيه لاعبه السابق وقال «يود ريال مدريد أن يعرب عن تعازيه ومحبته ودعمه لزوجته ماري لوز ونجليه فرانسيسكو وخوليو وحفيدتيه أيتانا وكانديلا وجميع أقاربه وزملائه وأحبابه، سوف يتذكره المدريديستا دائمًا وجميع مشجعي كرة القدم كأحد أعظمهم.»

## روابط خارجية
- باكو خينتو على موقع الاتحاد الدولي (مؤرشف)  (الإنجليزية)
- باكو خينتو على موقع الاتحاد الأوربي (الإنجليزية)
- باكو خينتو على موقع قاعدة بيانات كرة القدم.إي يو (الإنجليزية)
- باكو خينتو على موقع ليكيب (الفرنسية)
- باكو خينتو على موقع ناشيونال فوتبول تيمز (الإنجليزية)
- باكو خينتو على موقع Soccerway.com (الإنجليزية)